# Theeb
Theeb (Arabisch: ذيب) is een internationale film uit 2014 onder regie van Naji Abu Nowar. De film ging in première op 4 september op het Filmfestival van Venetië.

## Verhaal
In de Ottomaanse provincie Hijaz wordt tijdens de Eerste Wereldoorlog aan de bedoeïenjongen Theeb gevraagd om een Brits officier doorheen de woestijn te gidsen, op weg naar een geheime bestemming.

## Rolverdeling
| Acteur                         | Personage      |
| ------------------------------ | -------------- |
| Jacir Eid Al-Hwietat           | Theeb          |
| Hussein Salameh Al-Sweilhiyeen | Hussein        |
| Hassan Mutlag Al-Maraiyeh      | De vreemdeling |
| Jack Fox                       | Edward         |

## Productie
De film werd genomineerd als Jordaanse inzending voor de beste niet-Engelstalige film voor de 88ste Oscaruitreiking.